# Annie Mincieux
Anna „Annie“ Mincieux, verwitwete Sommerfeld, geborene Kuczynski (* 1. Oktober 1857 in Berlin; † 1937 in Bern) war eine Journalistin und Zeichnerin.

## Leben
Anna Kuczynski war die Tochter des Berliner Bankiers Louis Kuczynski und seiner Ehefrau Minna Landé. Im Jahr 1876 heiratete sie den Bankier Sigmund Sommerfeld (1851–1891).
Sie trat zunächst als Pianistin auf und begleitete unter anderem den Opernsänger Reder. Sie studierte Malerei bei Karl Gussow in Berlin sowie bei Eugène Carrière und Charles Lucien Léandre in Paris.
In Paris arbeitete sie zehn Jahre als Journalistin und heiratete 1904 den Genfer Kunsthändler Charles Alfred Mincieux. Sie porträtierte verschiedene Persönlichkeiten ihrer Zeit, u. a. Gustav Mahler, Anton Bruckner, Ferruccio Busoni, Cosima Wagner, Siegfried Wagner und Gottfried Strasser. Zu Gustav Mahler stand sie in freundschaftlichem Kontakt und veröffentlichte 1923 ihren unvollständigen Briefverkehr mit Mahler in den Basler Nachrichten.
Annie Mincieux wechselte häufig ihren Wohnort und lebte in unterschiedlichen Städten. In Bern schrieb sie ab 1910 u. a. für Schweizer Zeitungen die Kolumne Plaudereien von Annie Mincieux. Da ihr Ehemann um 1930 starb und ihr seine Kunsthandlung hinterließ, gelangte sie u. a. in den Besitz einer Vorzeichnung von Federico Barocci, die nach ihrem Tod über das Auktionshaus Nicolas Rauch in Genf an Frits Lugt kam.